# Římskokatolická farnost Vysoká u Mělníka
Římskokatolická farnost Vysoká u Mělníka (lat. Wyssoka) je církevní správní jednotka sdružující římské katolíky na území obce Vysoká u Mělníka a v jejím okolí. Organizačně spadá do mladoboleslavského vikariátu, který je jedním z 10 vikariátů litoměřické diecéze. 

## Historie farnosti
Jedná se o tzv. starou farnost, která byla kanonicky obnovena roku 1725. Od roku 1725 jsou vedeny matriky.

### Duchovní správcové vedoucí farnost
Začátek působnosti jmenovaného v duchovní správě farnosti od:
- Dietrich
- 1357   Henčan
- Joannes
- 1362   Joannes
- Nicolaus, † 1363
- 1363   Jacobus, † 1374
- 1374   Andreas
- Joannes, † 1402
- 1402   Sigismundus
- 1407   Apollinarius
- 1415   Albertus ze Lhoty
- 1417   Crux
- 1765   Wenceslaus Maximilianus Grebmayer
- 1777   Antonius Tietz
- 1784   Anton. Empf, † 15. 12. 1812
- 1788   Georg. Nechiba
- 1794   Jac. Stransky, n. 7. 7. 1747 Rožmitál, o. 1771, † 30. 11. 1820
- 1820   Adalb. Zumann, n. 15. 4. 1792 Bielens., o. 15. 10. 1814, † 5. 2. 1873
- 1827   Franc. Pelauch, n. 13. 4. 1788 Rownens., o. 18. 8. 1811, † 16. 12. 1850
  - 1842–1844? Petr Strnad, kaplan, n. 2. 5. 1822 Boskov, o. 25. 7. 1846, † 25. 11. 1889
- 1852   Jos. Wolf, n. 30. 11. 1807 Mělník, o. 5. 8. 1831, † 5. 2. 1856
- 1857   Anton. Maucha, n. 18. 12. 1816 Nimburg, 29. 7. 1841, † 12. 1. 1901
- 1887   Joann. Staněk, n. 17. 6. 1845 Skála, o. 16. 7. 1874, †  28. 7. 1914
- 1896   Franc. Šimůnek, n. 30. 5. 1851 Studenec., o. 18. 6. 1875, † 27. 10. 1916
- 1914   Anton. Tomáš, n. 11. 9. 1860 Studenec, o. 16. 5. 1886, † 11. 6. 1935
- 1935   par. vacat, admin. interc. Rudolf Sitte
- 1937   Jan Černovický, n. 1. 6. 1883 Křinec o. 15. 7. 1906, † 15. 9. 1961
- 30. 12. 1961 Oldřich Rylich
- 1. 6.  1970  Bernard Říský OFM, admin. exc.
- 1. 2.  2004  Jan Jucha MS, admin. exc. z Mělníka
- 1. 8.  2009 Jacek Zyzak MS, admin. exc. z Mělníka, † 10. 12. 2022 Polsko[3]
- 19. 12. 2022 Miroslaw Mateńko MS, admin. exc. z Mělníka[4]

Kromě kněží stojících v čele farnosti, působili ve farnosti v průběhu její historie i jiní kněží. Většinou pracovali jako farní vikáři, kaplani, katecheté, výpomocní duchovní aj.

## Území farnosti
Do farnosti náleží území obce:
- Bosyně (Bosin)[p 2]
- Dolní Zimoř (Unter Simorsch)[p 2]
- Chodeč (Chodetsch)[p 2]
- Janova Ves (Johannesdorf)[p 2]
- Kokořín (Kokorschin)[p 2]
- Kokořínský Důl (Hlutschau)[p 2]
- Strážnice (Straschnitz)[p 2]
- Střednice (Strednitz)[p 2]
- Vysoká (Wissoka)[p 2]

## Římskokatolické sakrální stavby a místa kultu na území farnosti
| | Fotografie | Stavba             | Místo  | Bohoslužby                      | Zeměpisné souřadnice             | Status       | Číslo kulturní památky                       |
| Kostel | Kostel     | Kostel             | Kostel | Kostel                          | Kostel                           | Kostel       | Kostel                                       |
| --- | ---------- | ------------------ | ------ | ------------------------------- | -------------------------------- | ------------ | -------------------------------------------- |
| 1. |            | Kostel sv. Václava | Vysoká | bližší informace o bohoslužbách | 50°24′44″ s. š., 14°32′16″ v. d. | farní kostel | 24382/2-1433 (Pk•MIS•Sez•Obr•WD) (Q24639788) |
| Některé drobné sakrální stavby a pamětihodnosti lze dohledat zde v databázi Drobné sakrální památky Zaniklé sakrální stavby lze dohledat zde v databázi Poškozené a zničené kostely, kaple a synagogy v České republice |            |                    |        |                                 |                                  |              |                                              |

## Příslušnost k farnímu obvodu
Z důvodu efektivity duchovní správy byl vytvořen farní obvod (kolatura) farnosti-proboštství Mělník, jehož součástí je i farnost Vysoká u Mělníka, která je tak spravována excurrendo.

## Galerie

Římskokatolická farnost Vysoká u Mělníka
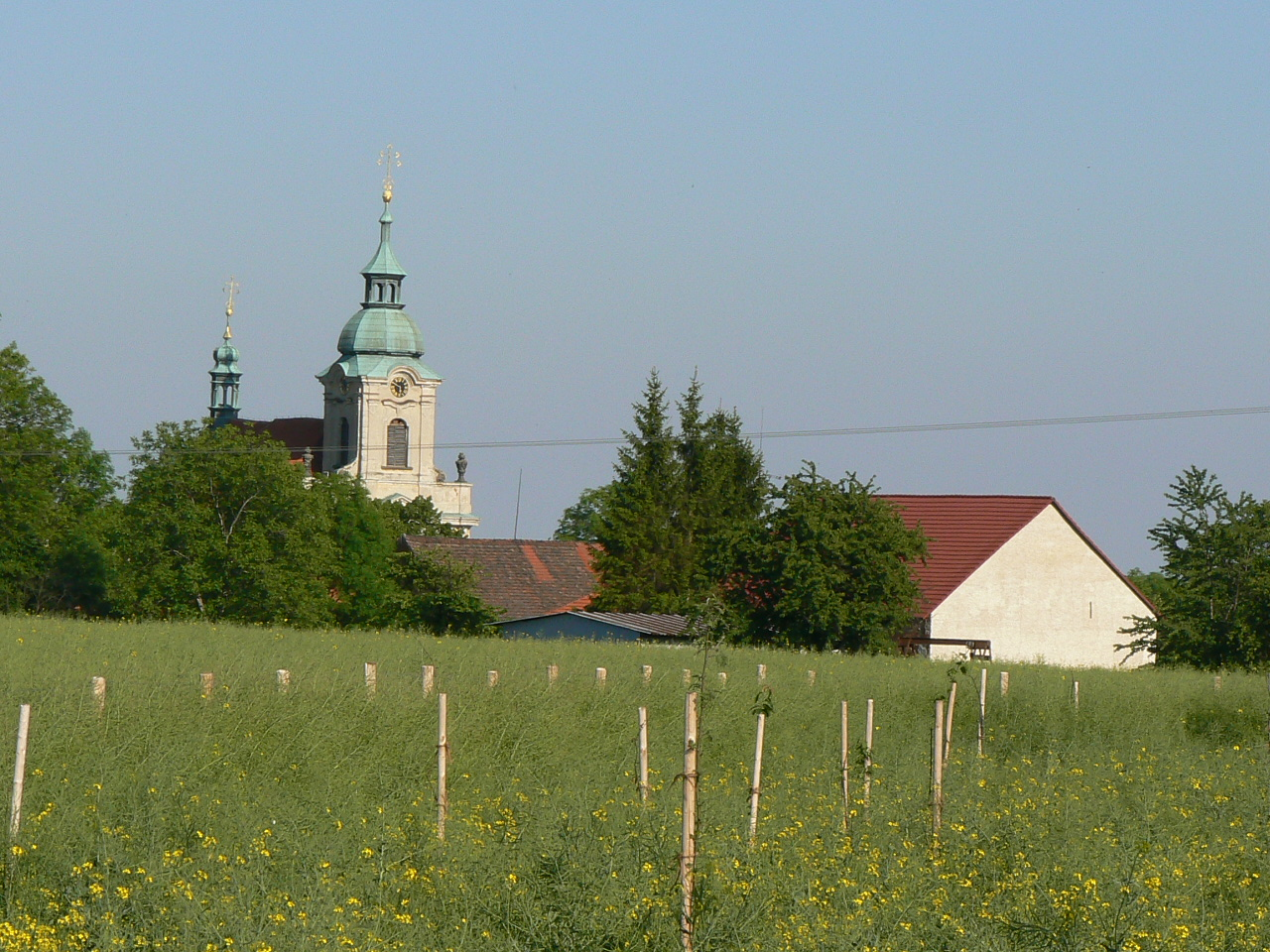
Pohled na věž kostela sv. Václava ve Vysoké
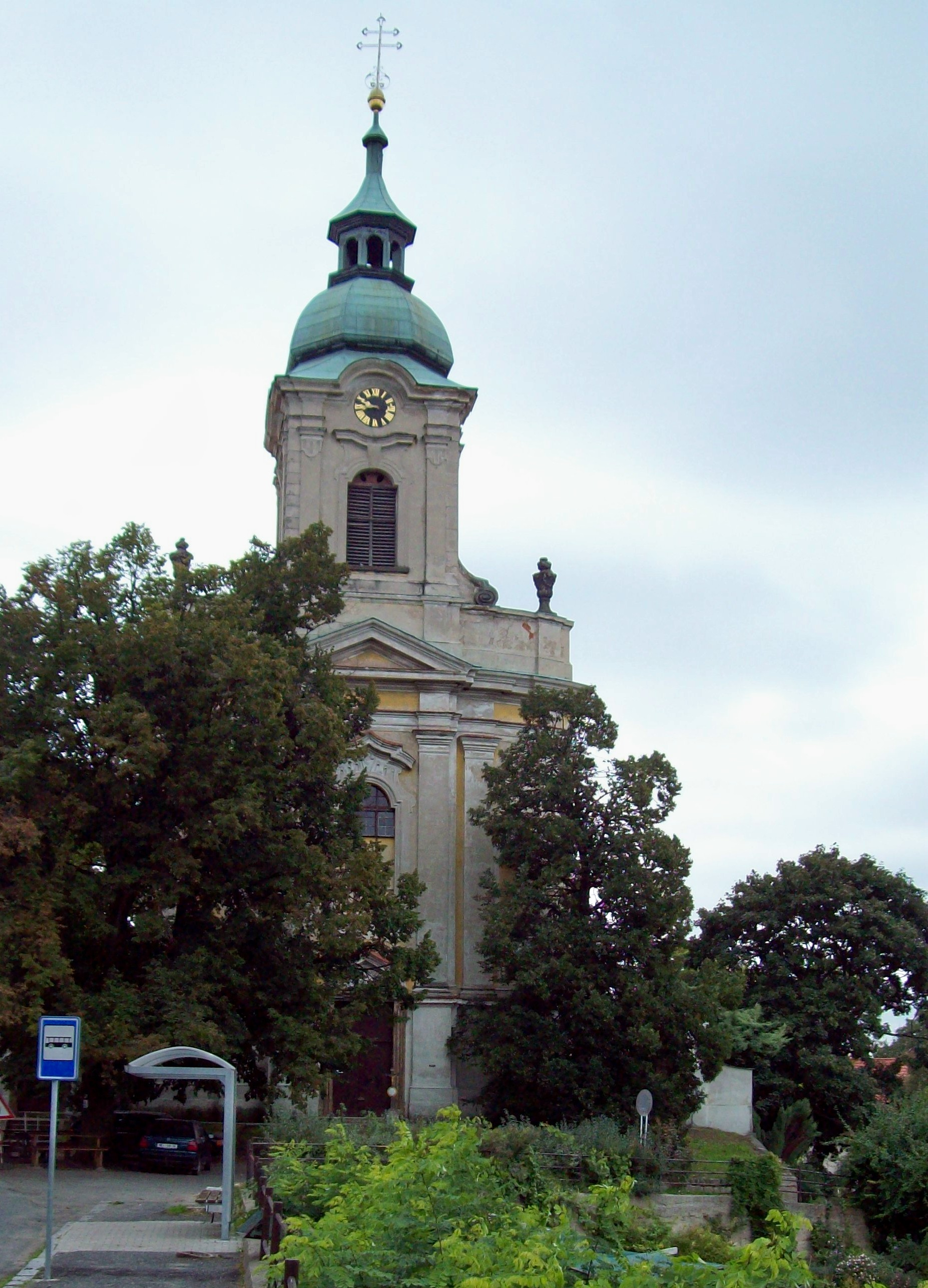
Kostel sv. Václava ve Vysoké
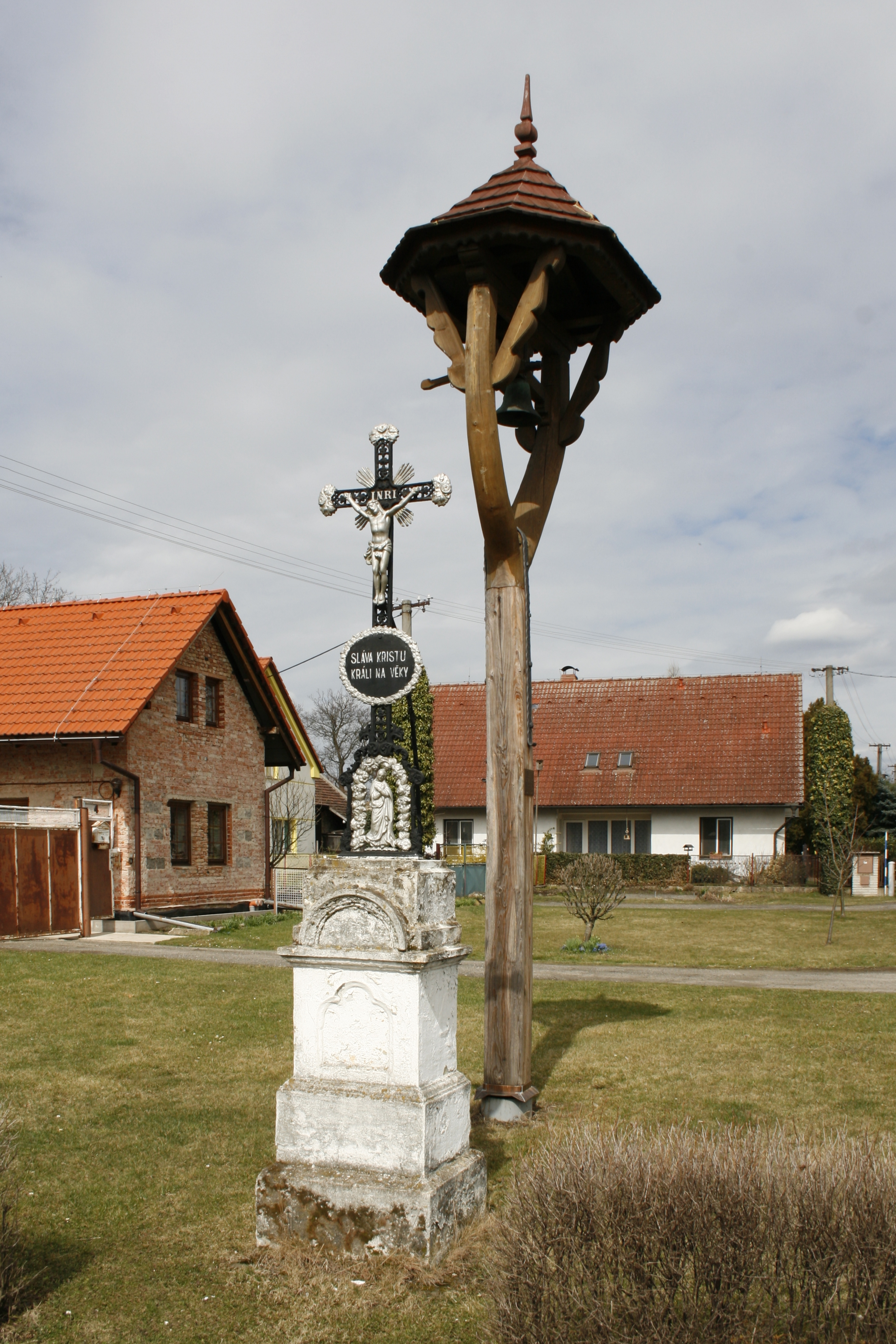
Kříž a zvonička v Janově Vsi
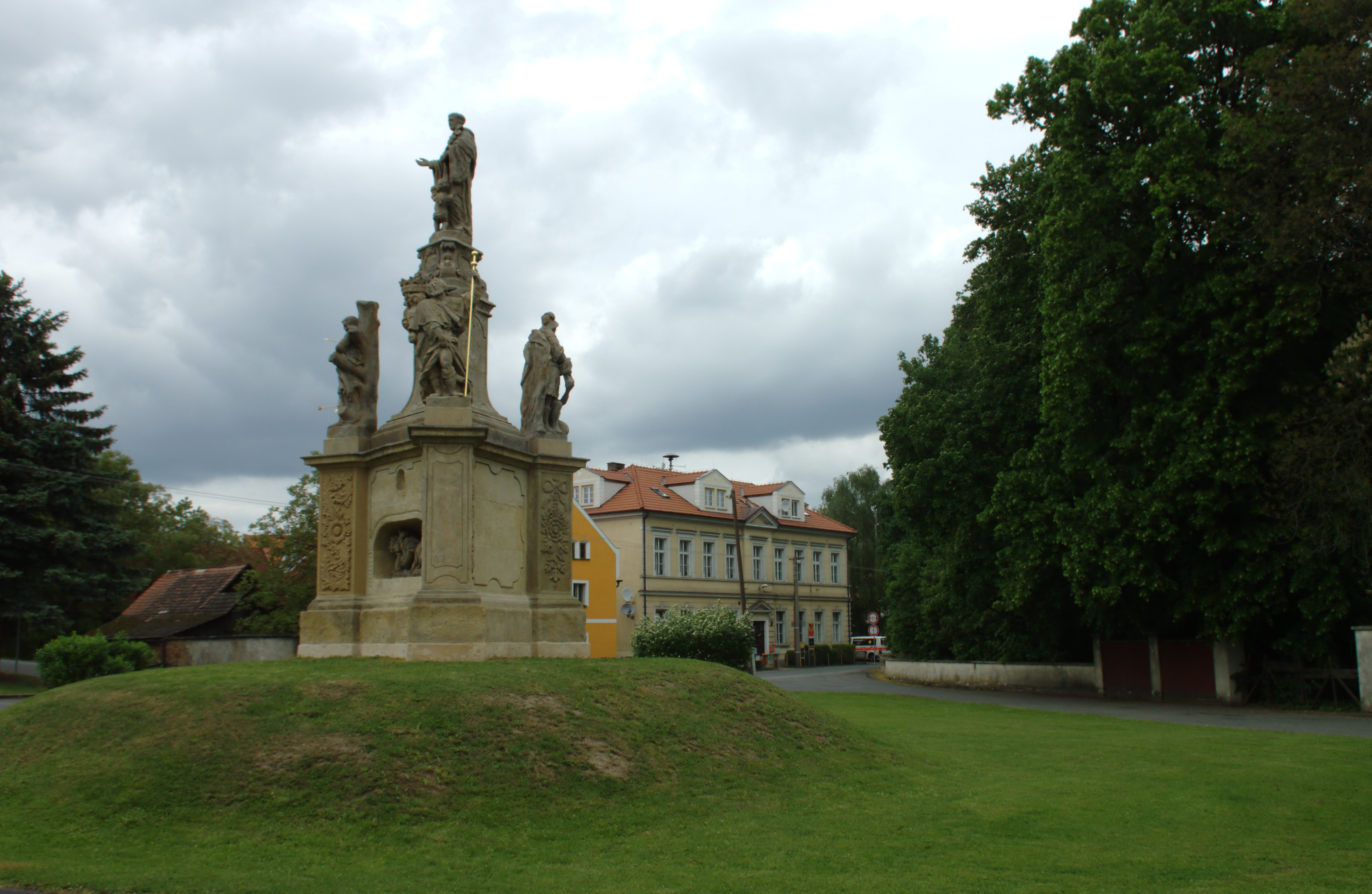
Kokořínská náves se sousoším sv. Mikuláše Tolentinského
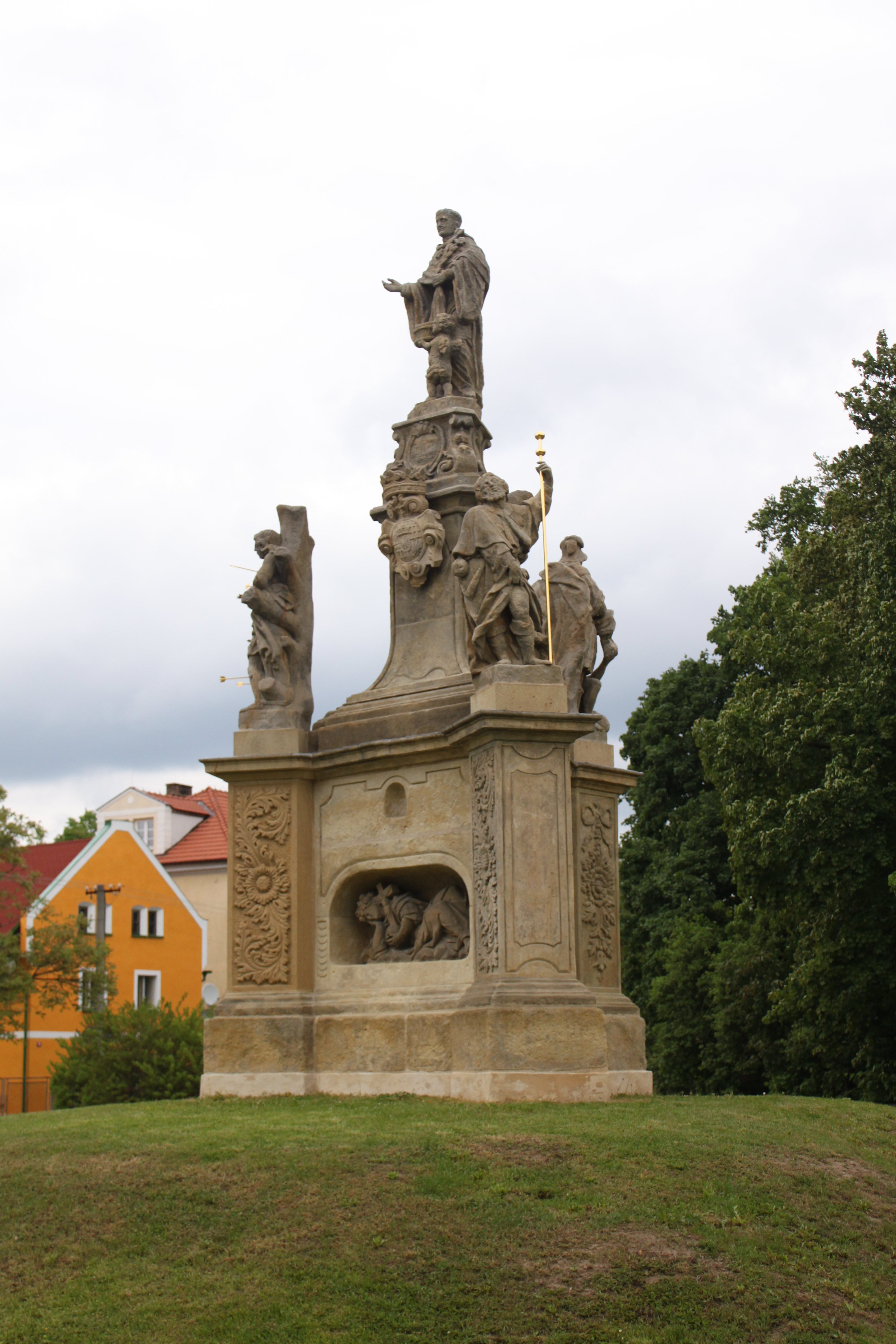
Sousoší sv. Mikuláše Tolentinského v Kokoříně
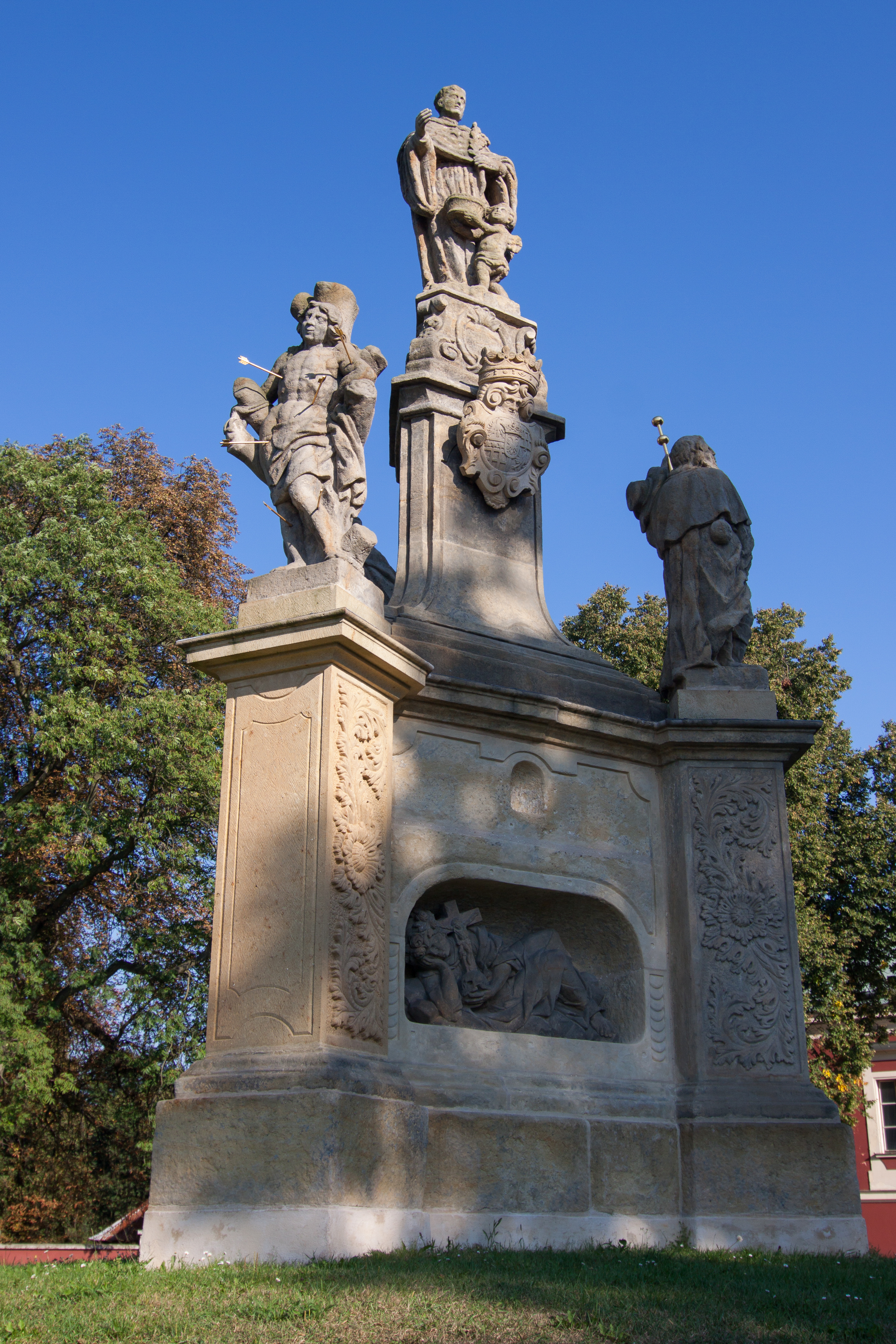
Sloup sv. Mikuláše Tolentinského v Kokoříně
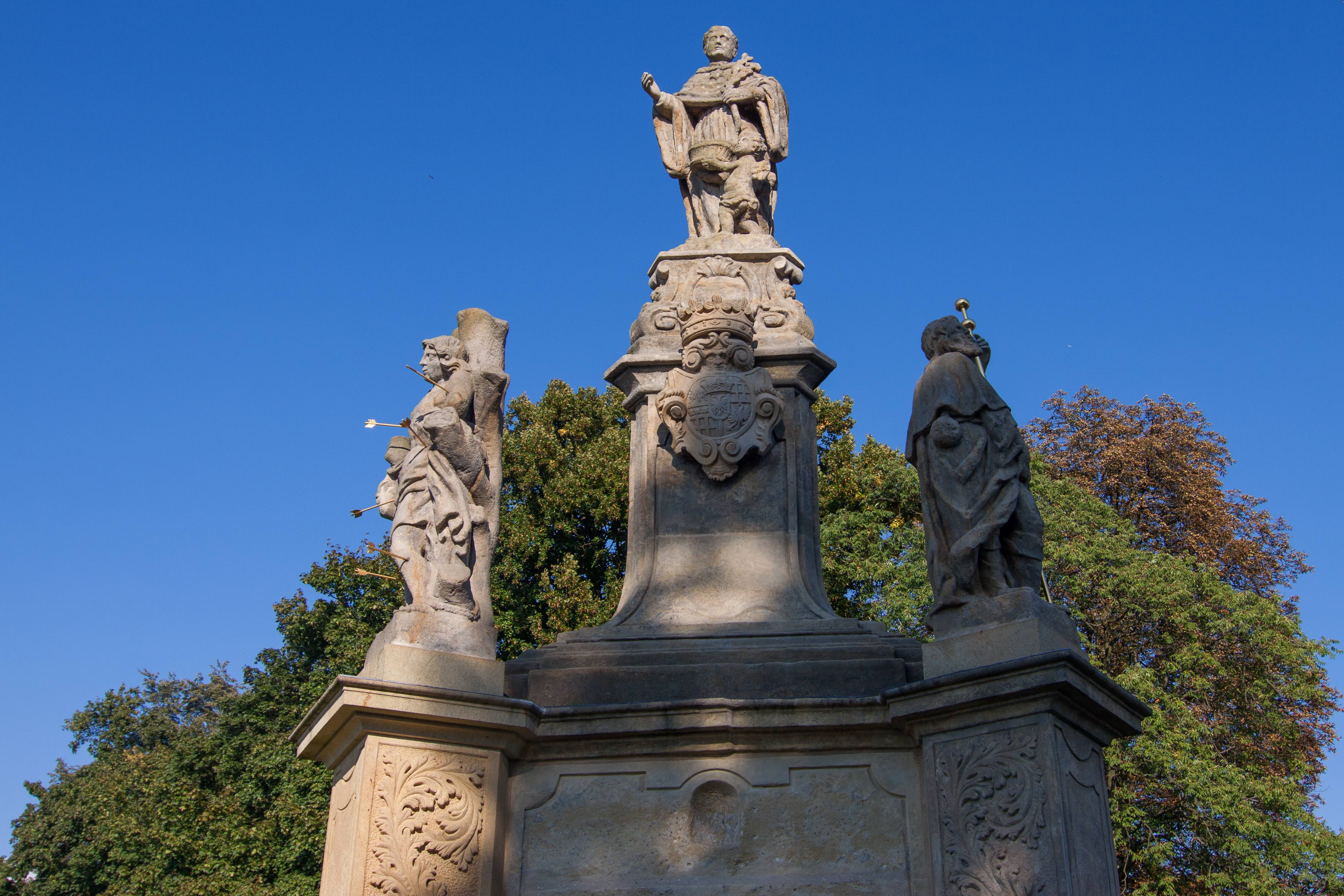
Vrchol sousoší sv. Mikuláše Tolentinského v Kokoříně
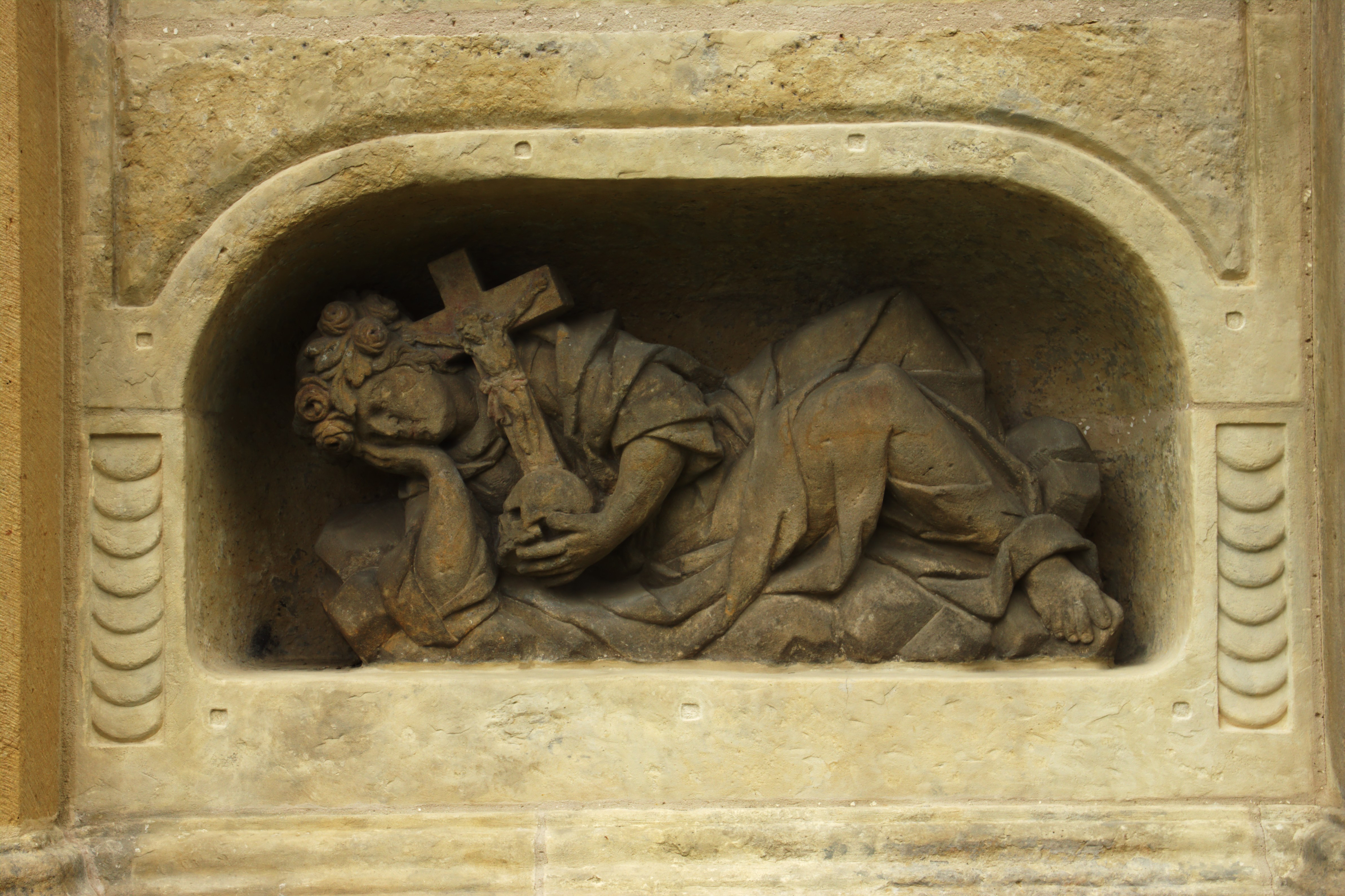
Detail paty sloupu sv. Mikuláše Tolentinského v Kokoříně